# Avranches

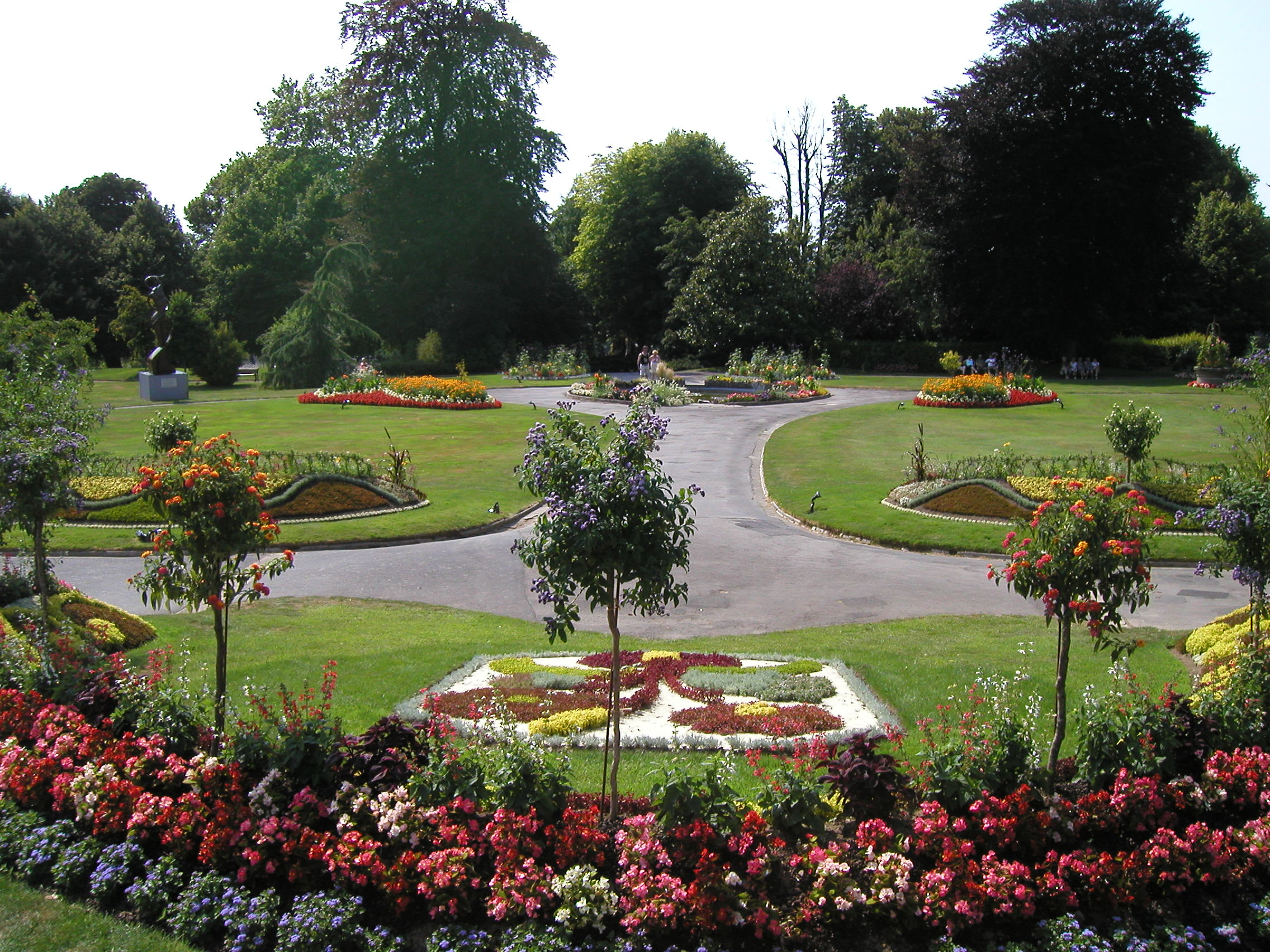
Ogród kwiatowy w Avranches

Avranches (wymowaⓘ) – miejscowość i gmina we Francji, w regionie Normandia, w departamencie Manche. W 2013 roku populacja ówczesnej gminy wynosiła 8528 mieszkańców. 
Dnia 1 stycznia 2019 roku połączono dwie wcześniejsze gminy: Saint-Martin-des-Champs oraz Avranches. Siedzibą gminy została miejscowość Avranches, a nowa gmina przyjęła jej nazwę. 
To miasteczko jest popularne wśród turystów głównie z tego powodu, że znajduje się w bezpośredniej bliskości Mont Saint Michel i stanowi dobrą bazę wypadową dla osób pragnących odwiedzić to miejsce. Z ogrodu kwiatowego w Avranches rozciąga się widok na Mont Saint Michel, popularny szczególnie po zachodzie słońca. W Avranches zgromadzono także cenne rękopisy pochodzące ze scriptorium słynnego opactwa.

## Współpraca
- Saint-Gaudens, Francja
- Korbach, Niemcy
- Saint Helier, Jersey
- Crediton, Wielka Brytania